# やぶはら高原スキー場
やぶはら高原スキー場（やぶはらこうげんスキーじょう）は、長野県木曽郡木祖村にあるスキー場。2005年8月に、村営から民営に転換し、奥木曽グリーンリゾート株式会社が運営している。
キツネのキャラクターは、当初「FOXくん」と呼ばれていたが、2005年から「ヤブー」と「ヤビー」という愛称がついた。

## リフト
- 高速クワッドリフト（1基）
  - さつきクワッドリフト（736m）
- ペアリフト（5基）
  - 丸山ファミリーペアリフト（386m）
  - やぶはら中央ペアリフト（800m）
  - 国設第1ペアリフト（600m）
  - 国設第2ペアリフト（616m）
  - 国設第3ペアリフト（383m）

かつては「ダイヤモンドライナー」（フード付高速クワッドリフト・830m）及び「薮原パノラマリフト」（ペアリフト・460m）が設置されていた。その後のリニューアルに伴い「ダイヤモンドライナー」は「やぶはら中央ペアリフト」へ、「薮原パノラマリフト」は廃止となった。

## コース
6基のリフトが設置され、12コースが設定されている。ここではゲレンデマップに記載されているコースを述べる。

### 初級コース
- 丸山ゲレンデ（最大斜度9°・平均斜度7°）
- さつきゲレンデ（最大斜度15°・平均斜度14°）
- 国設第1ゲレンデ（最大斜度15°・平均斜度12°）※案内上は「こく１」

### 中級コース
- 国設第2ゲレンデ（最大斜度26°・平均斜度22°）※案内上は「こく2」
- から松コース（最大斜度25°・平均斜度22°）※非圧雪
- どんぐりコース（最大斜度23°・平均斜度20°）
- パノラマコース（最大斜度20°・平均斜度17°）

### 上級コース
- 国設第3ゲレンデA（最大斜度28°・平均斜度25°）※案内上は「こく3A」
- 国設第3ゲレンデB（最大斜度30°・平均斜度28°）※非圧雪・案内上は「こく3B」
- 国設第3ゲレンデC（最大斜度32°・平均斜度28°）※非圧雪・案内上は「こく3C」
- KABE（最大斜度・平均斜度共に34°）※非圧雪
- 2こぶ（最大斜度・平均斜度共に34°）※非圧雪

なお、公式サイトのゲレンデガイドでは「1500平ゲレンデ」「チャンピオンコース」「立ヶ峰コース」の3コースが記載されているが、同サイトのゲレンデマップ及びスキー場の地図では記載されていない。

### 廃止コース
- さつきパノラマコース（最大斜度30°・平均斜度28°）「どんぐりコース」の起点から「さつきコース」終点までを尾根経由で結んでいた。

## アクセス
- 中央自動車道：伊那ICから30km
- 長野自動車道：塩尻ICから35km、権兵衛峠道路の完成でアクセスしやすくなった
- 中央本線藪原駅からバスで約20分